# François Partant
François Partant (1926 – 1987) foi um economista francês.
Nos anos 1960, depois de trabalhar como alto funcionário de bancos privados e bancos de desenvolvimento, concluiu que o desenvolvimento era um fracasso. Desde então, procurou convencer os governos e as sociedades, sobretudo de países doOriente Médio e da África, a recusar o modelo imposto.
François Partant foi um dos precursores da ideia de pós-desenvolvimento.
Seu livro mais conhecido é La fin du développement. Nos últimos anos de sua vida, trabalhava em um novo livro, que ficou inacabado. Por iniciativa de seus amigos parisienses, o manuscrito foi publicado em 1988 sob o título La Ligne d'horizon. Trata-se de uma análise da ideologia do progresso, considerando a crise como um bloqueio do sistema e a agricultura como possível esperança de reconstrução.
Uma coletânea de artigos seus, escritos entre 1977 e1987, também foi lançada postumamente, em 1993, sob o título Cette crise qui n'en est pas une.